# Astragalus purpurasens
Astragalus purpurasens är en ärtväxtart som beskrevs av Aleksandr Andrejevitj Bunge. Astragalus purpurasens ingår i släktet vedlar, och familjen ärtväxter. Inga underarter finns listade i Catalogue of Life.